# Retablo de San Vicente (Estopiñán)
Retablo de San Vicente es un retablo realizado por el llamado maestro de Estopiñán, datado hacia 1350-1370. El conjunto de tablas, pintadas al temple y doradas con pan de oro, forma un tríptico. Procedente de la población de Estopiñán del Castillo (provincia de Huesca), se conserva en el Museo Nacional de Arte de Cataluña desde el año 1932, cuando la adquirió de la colección Plandiura. Es una obra de las más representativas del estilo italianizante derivado de la influencia del maestro italiano Giotto di Bondone en tierras de la Corona de Aragón, difícil de contextualizar por ser la única obra conocida del autor. A pesar de aparecer representados en la pintura los comitentes, no se han podido identificar, siendo únicamente posible afirmar la relación de alguno de ellos con la orden dominicana.

## Autor
Su autor anónimo, es conocido como el maestro de Estopiñán, al que solo se le tiene atribuida esta obra. Su procedencia ha sido un tema cuestionado, atribuyéndosele que podría ser el aragonés Ramón Torrent cuyo fallecimiento se produjo en 1325. o también que podría ser de origen catalán, identificándolo con el artista Bernat Pou activo en los primeros años del siglo XIV en la ciudad de Balaguer. Por la similitud de la obra con el estilo de Giotto, se llegó a la conclusión que el artista que había realizado el retablo de san Vicente, debía haberse formado en Italia y que, los documentos relacionados con los anteriores posibles autores Torrent y Pou, entraban en contradicción por las fechas y por lo tanto, fueron descartados estos pintores. Por esta causa se asoció el retablo a un artista que lo más probable es que tuviera que ser de origen italiano, Josep Gudiol i Cunill incluso lo llegó a señalar como procedente de Florencia, teoría que siguió más tarde José Gudiol Ricart  adjudicando la obra a un autor toscano residente en Lérida a mediados del siglo XIV. Todas estas teorías se confirmaron por parte de Joan Ainaud de Lasarte, cuando trató de identificar al «maestro de Estopanyà» con un pintor llamado Rómulo de Florencia que se encuentra documentado en Huesca, donde en el año 1367 recibe un encargo para la realización de un retablo por parte de los dominicos de esta ciudad. Mayer, anteriormente, había datado la pieza entre 1340 y 1350.

## Tema
El tema es religioso y trata de la narración de la historia de san Vicente diácono y del obispo san Valero, de Zaragoza; ambos fueron apresados en el año 303, castigados y conducidos a Valencia. Allí a Valero se le desterró y Vicente sufrió toda clase de martirios hasta su muerte. San Vicente está representado, como imagen principal, ocupando la totalidad de la tabla central; las escenas de su martirio están narradas en las tablas laterales repartidas en seis registros cada una. Este personaje recibió una importante devoción en la península ibérica y principalmente por tierras aragonesas, de las que se piensa era originario (Huesca), y en la zona valenciana que también recorrió el santo.

## Contexto histórico

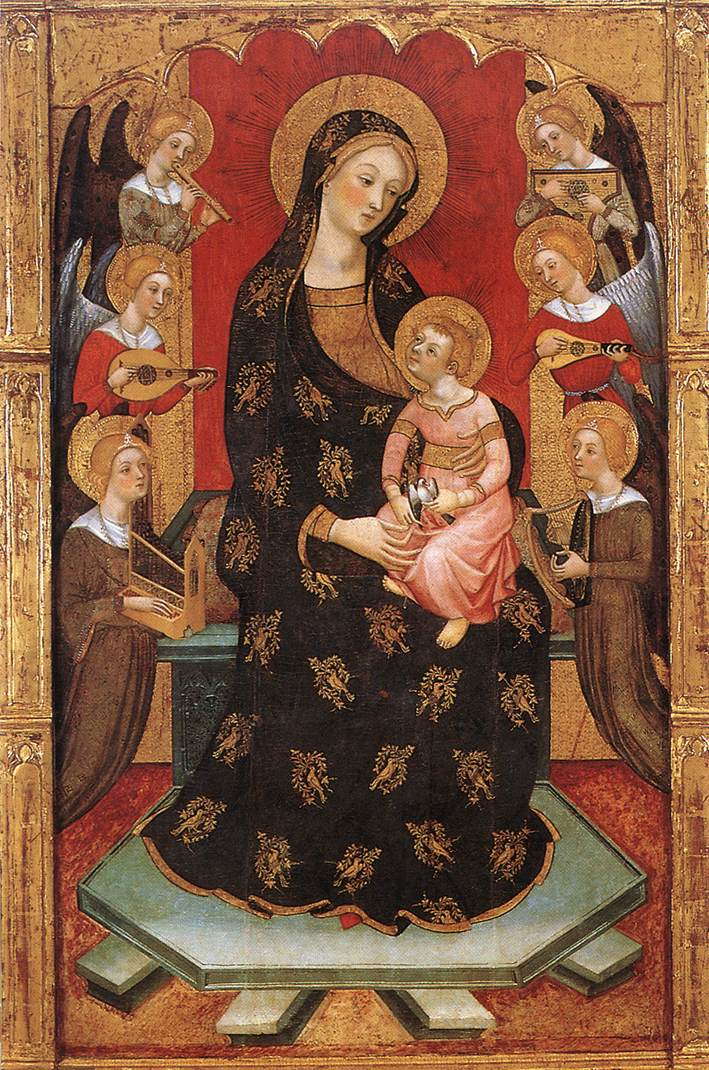
Virgen de los Ángeles (c. 1385) de Pere Serra, pintura con clara influencia italianizante y de la misma época que el retablo de San Vicente.

A principios del siglo XIV apareció la actividad pictórica en las tierras de la Corona de Aragón con especial influencia italiana y, aunque continuó la pintura mural, se promovieron grandes producciones de retablos encargados por comitentes tanto por parte de la realiza como por parte eclesiástica. En estos retablos se relatan narraciones realistas de fácil interpretación sobre las vidas de Cristo, María y los santos. El primer artista conocido relacionado con el maestro italiano Giotto es Ferrer Bassa (1285-1348), quien trabajó para los reyes Alfonso IV y Pedro IV y además realizó obras en el monasterio de Pedralbes y en la Capilla Real de Barcelona, en la catedral de Lérida y en Valencia. Posiblemente pudo ser el primer autor en cuyas obras se aprecia el carácter de la escuela sienesa. Su hijo Arnau Bassa realizó en 1346, con el mismo estilo, un retablo para la capilla de San Marcos en la catedral de Barcelona, actualmente Colegiata Basílica de Santa María de Manresa.
Ramon Destorrents fue un contemporáneo (documentado desde 1351), pintor también de Pedro IV. Entre sus obras catalogadas se encuentra el retablo de Sant Celoni en el Museo Diocesano de Barcelona. Con Destorrents se formaron los hermanos Serra, Jaume y Pere, del cuyo taller salieron sobras como el retablo de la Virgen para el monasterio de Sigena o el de la Virgen de los Ángeles para la catedral de Tortosa, ambos conservados en el Museo Nacional de Arte de Cataluña. También puede apreciarse en estos autores la influencia de los tonos de la pintura sienesa con las «Vírgenes» con manteles llenos de bordados de flores. En este mismo estilo se encuentra el pintor Joan Daurer documentado en Mallorca entre 1358 y 1374, y Francesc Comes, documentado la misma isla pero procedente de Valencia. Este último cuenta con obras como el retablo de Santa María de Gracia en el Museo de Mallorca. Junto con estos, también tienen gran reconocimiento en la pintura contemporánea los pintores anónimos, como el que realizó el retablo de Santa Eulalia en la catedral de Palma (c. 1350); se los conoce con el nombre del lugar donde se ha encontrado su mejor obra, como es el caso del maestro de la conquista de Mallorca, el maestro de Santa Coloma de Queralt, el maestro de Baltimore o el maestro de Estopiñán.

## Descripción

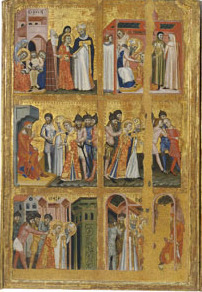
Panel lateral izquierdo.

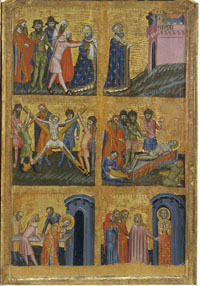
Panel lateral derecho.

El retablo es una obra realizada con la técnica de la pintura al temple, que se compone de un tríptico en madera de álamo de 2 x 2,55 m, procedente de la iglesia de San Salvador de Estopiñán del Castillo.
Las piezas rectangulares tienen una terminación del remate superior en forma triangular; estos espacios triangulares están ocupados por escenas relacionados con la Pasión de Cristo. En la calle central se encuentra representado un Calvario con Cristo en la cruz acompañado de María y San Juan y en las tablas laterales un grupo de las Marías ante el sepulcro y el Noli me tangere o la aparición de Cristo resucitado a Magdalena.
El panel lateral izquierdo (visto por el espectador) está dividido en seis registros cuadrados de medida idéntica. Empiezan las escenas con la salida de Huesca de Vicente acompañado por su maestro el obispo de Zaragoza Valero. Se aprecia en un edificio de la parte posterior el nombre de «OSCA»; en el siguiente registro aparece el obispo dando el diaconado a Vicente en la ciudad de «ÇARAGONA»  como se lee en la inscripción de este cuadro. En las dos siguientes escenas se aprecia el apresamiento por los soldados del gobernador Daciano, el cual está representado con las piernas cruzadas una sobre otra, símbolo de su poder; de nuevo aparecen encadenados y llevados otra vez en presencia de Daciano. En estas dos últimas escenas de esta tabla se puede leer repartida la leyenda «VALE»   «NCIA», por lo que se supone que sucede esta narración en esta ciudad.
El panel central representa la imagen majestuosa de san Vicente vestido con la dalmática de diácono con adornos grabados en oro igual que su nimbo. En sus manos sostiene los atributos de la palma del martirio y el libro del Evangelio. En la parte inferior aparecen en un tamaño diminuto los donantes, un caballero vestido con malla que sostiene su pavés y un fraile dominico, ambos se encuentran de rodillas y de perfil orando.
En el panel lateral derecho se puede ver cómo un servidor de Daciano empuja al obispo Valerio, en el siguiente se puede ver al obispo con la mitra y ricas vestiduras, en solitario, camino de su destierro hacia una ciudad amurallada donde hay la inscripción de «ENAT» —Enate un núcleo de población asociado a El Grado— junto a un río, referencia del río Cinca. Los siguientes cuadros representan escenas de los martirios que sufrió Vicente, primero en la estructura de madera en aspa para desgarrarle los miembros, encima de unas parrillas ardientes, donde aparece Daciano junto a los verdugos observándolo y en el lecho de clavos; la última imagen parece ser la muerte del santo. Pero no explica el retablo el momento de la historia en que su cadáver es arrojado al mar, ni el traslado de sus reliquias, ni sus milagros como suele hacerse en la hagiografía de otras obras.

### Estudio cromático
En cuanto al valor cromático, sobre un fondo previamente dorado con la aplicación de pan de oro, destacan el blanco, el rojo y el rosado con diversas tonalidades, hay un sombreado para realizar volúmenes que se aprecian más claramente en los rostros de los personajes. En las imágenes de las figuras, se aprecia normalmente, la delgadez de sus formas y sólo las vestiduras con hábitos largos, como las de Valero y Vicente y algún otro, les hacen mostrarse con una dimensión más redondeada. La imagen central del santo titular presenta una monumentalidad sobria y con un colorido más próximo a las escenas triangulares superiores. El tratamiento de la presión por medio del punzón o buriles sobre las láminas de oro, sirve para decorar los márgenes, dividir escenas y decorar con figuras geométricas o flores los motivos como el nimbo de san Vicente o el bordado simulado de su dalmática y la capa pluvial de san Valerio.

## Restauración
Con motivo de la inclusión de esta obra en la exposición «Prefiguración del Museu Nacional d’Art de Catalunya», celebrada el año 1992 en Palacio Nacional (Barcelona) sede del MNAC, se realizó una intervención de restauración consistente en una limpieza a fondo y la supresión de unas líneas negras que reseguían el vestido de san Vicente por toda la parte baja y que por supuesto no pertenecían a la pintura original, hecho que fue confirmado porque todas las figuras tenían únicamente como delimitación una incisión en el fondo dorado y que la pintura negra de las líneas se borraba con simple agua destilada, mientras que el negro de los zapatos permanecía inalterable. Se dudó que los escudos colocados en la parte inferior, junto el comitente dominico, fueran originales pero finalmente se optó por dejarlos hasta conseguir nuevas pruebas. Las pequeñas faltas de pinturas se llenaron con acuarelas, según la técnica actual de selección cromática.

## Posibles influencias
La composición y la técnica empleada remite al conocimiento que el autor tenía de las pinturas italianas de la primera mitad del siglo XIV, las narraciones se resuelven con agilidad y con una composición que se podría comparar con algunas miniaturas de los talleres boloñeses.
Por su relación con la pintura posterior influida por Giotto, se ha creído próximo al círculo de Jacopo del Casentino pintor miniaturista activo en Florencia en la primera mitad del siglo XIV y en cuyas obras se reconoce la influencia de Taddeo Gaddi seguidor de Giotto. A la tabla central de san Vicente también se le ha encontrado afinidades con algunas obras de Bernardo Daddi muerto en 1348, como por ejemplo las imágenes de santa Catalina y de un san Pablo procedente del convento de San Paolino de Florencia datado del año 1333. José Gudiol Ricart le ha dado alguna aproximación a otras obras catalanas como el retablo de san Francisco de Castellón de Farfaña y con una tabla de la Coronación de la Virgen conservada en el Museo Nacional de Arte de Cataluña.

Aunque este conjunto aparece como una obra aislada en su estilo, difícil de contextualizar plenamente, por más que se definan vínculos con la escuela florentina, con sus extensiones en la Umbría, con la obra de algunos ilustradores boloñeses o con la pintura emiliana.
Rosa Alcoy (1992)

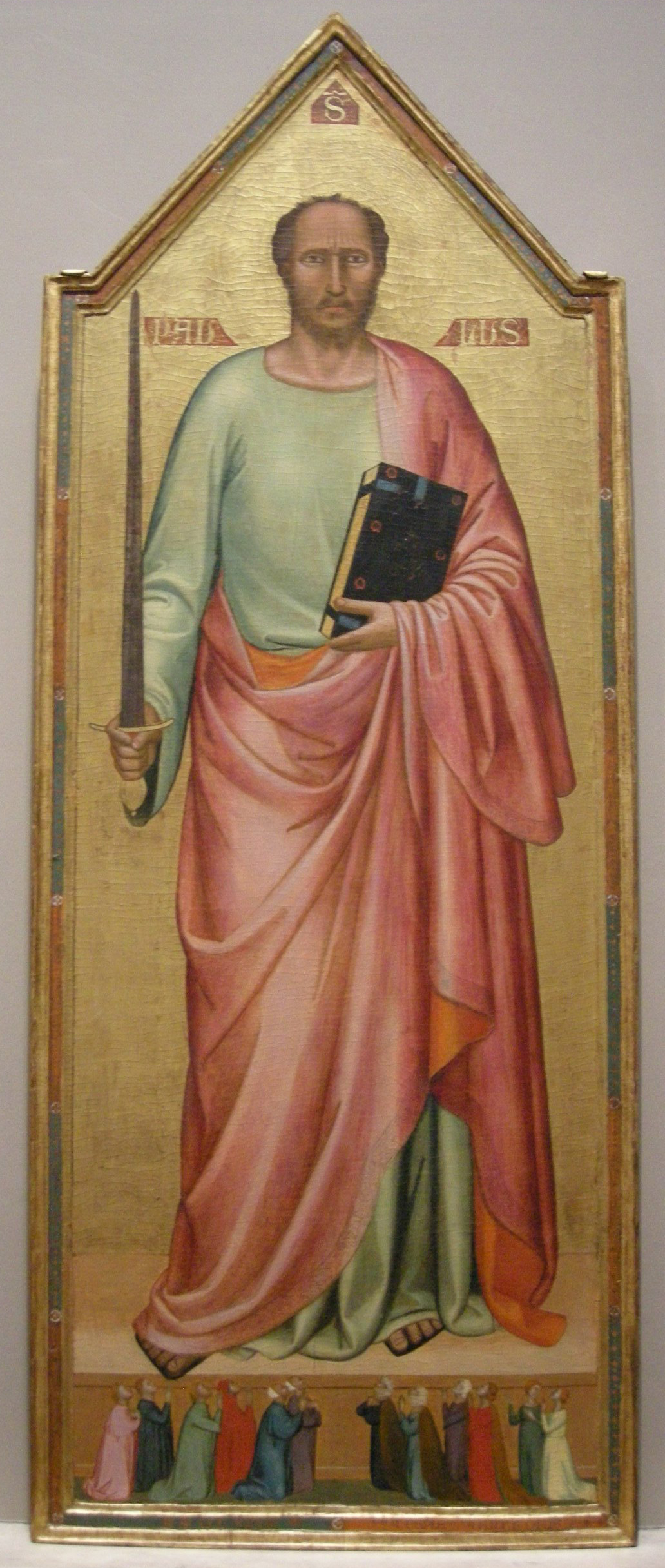
San Pablo por Bernardo Daddi
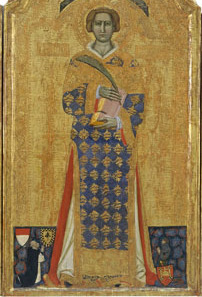
San Vicente por el Maestro de Estopiñán
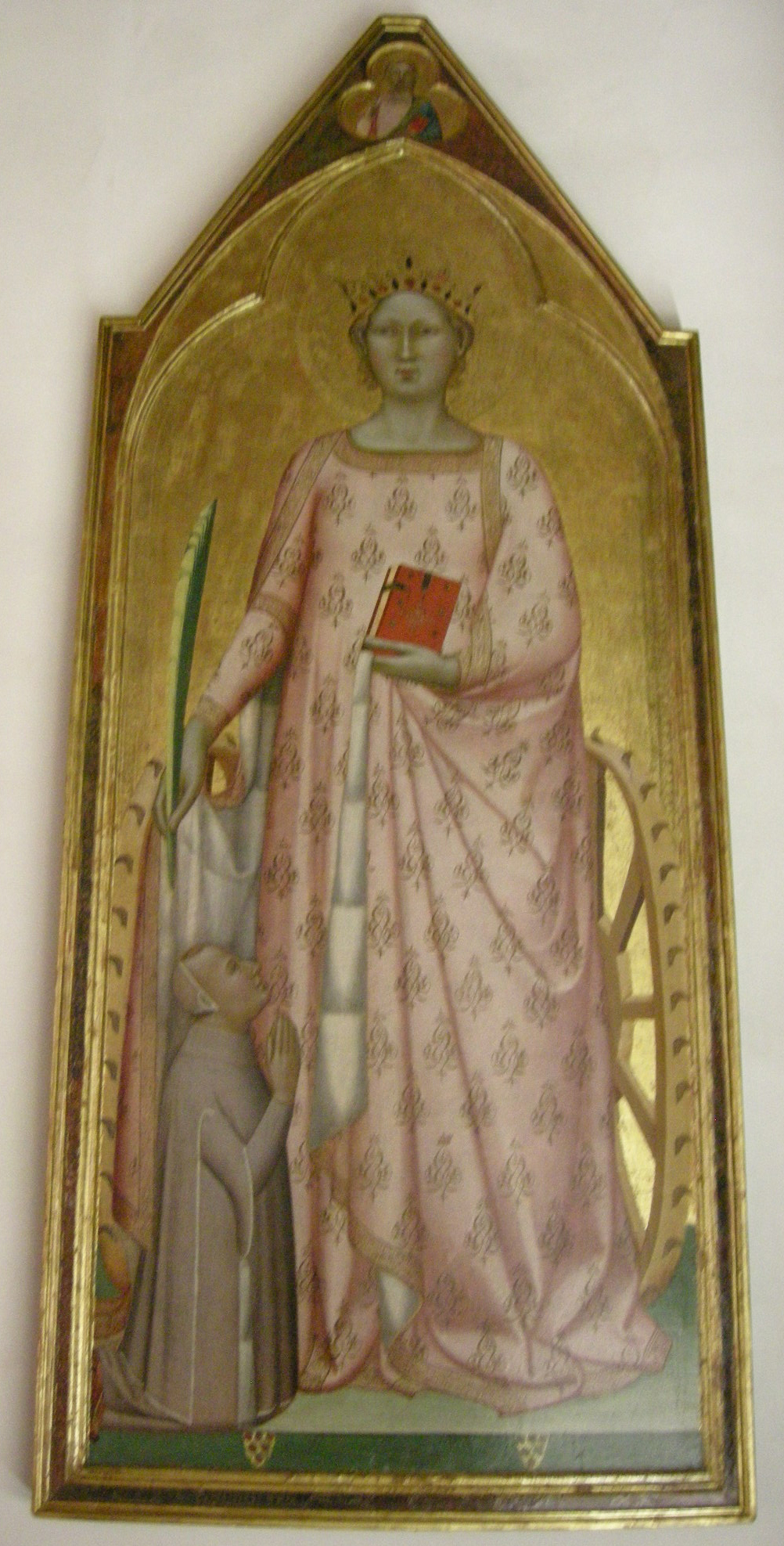
Santa Catalina por Bernardo Daddi